# جامع قبة المهدي
قبة المهدي أحد مساجد مدينة صنعاء القديمة التاريخية، ويقع في حارة قبة المهدي في حي السرار الغربي. بني في 1164 هجرية الموافق 1750 – 1751 م، بأمر من الإمام المهدي عباس بن المنصور، وعند وفاة الإمام المهدي عباس في 1189 هجرية قبر فيه.
وأرخ لها الأديب السيد قاسم بن يحيى الأمير بقوله